# Jools Holland

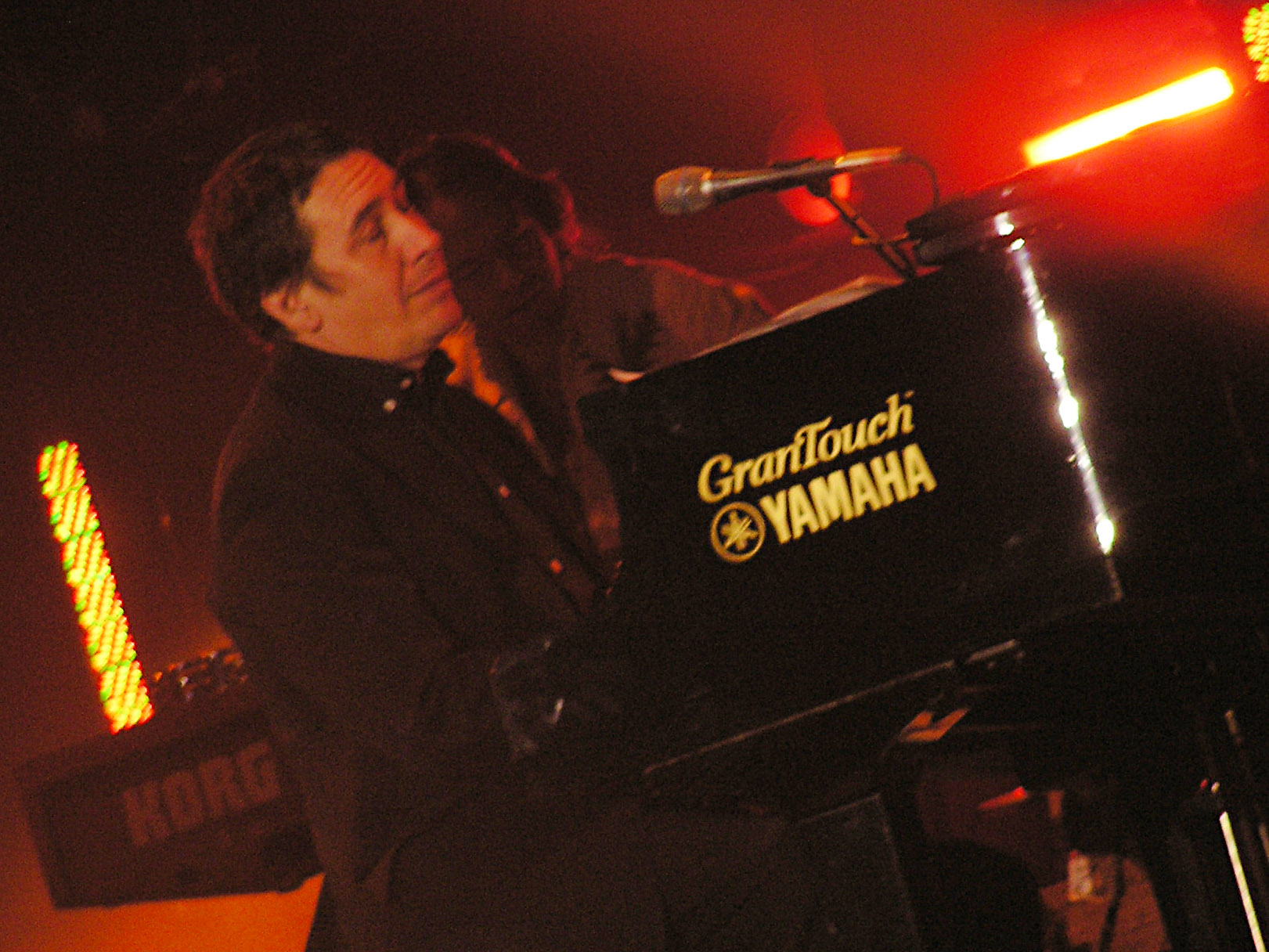
Jools Holland, en 2005.

Julian Miles "Jools" Holland (Blackheath, Londres; 24 de enero de 1958), conocido como Jools Holland, es un pianista y presentador de televisión inglés, además de ser el fundador de la banda Squeeze. Su trabajo lo ha involucrado con muchos de los más grandes nombres del rock contemporáneo y la industria de la música popular.

## Biografía
Nacido en Blackheath, Londres, Holland fue uno de los miembros fundadores de la banda Squeeze, formada en marzo de 1974. Holland fue tecladista del grupo hasta después de que la banda produjera su tercer álbum, en 1980, cuando Holland se separó para forjar una carrera como solista.
Holland empezó a producir grabaciones en solitario en 1978, siendo su primer EP Boogie Woogie '78. Continuó su carrera como solista durante los primeros años de los '80, llegando a lanzar un álbum y varios sencillos entre 1981 y 1984.
Comenzó su carrera en televisión siendo coanimador del programa musical de Newcastle The Tube, con Paula Yates. Holland logró notoriedad inadvertidamente usando la frase «groovy fuckers» en una propaganda televisiva en vivo para dicho programa, razón por la cual fue suspendido por tres semanas. Más tarde se refirió a esta situación en su sitcom The Groovy Fellers, con Rowland Rivron.
Desde 1992 conduce el programa musical Later... with Jools Holland en BBC Two.